# Ae 3/6III
Les Ae 3/6III sont des locomotives électriques des chemins de fer fédéraux suisses, entrées en service entre 1925 et 1926, et retirées entre 1968 et 1980.